# Paulo Oliveira
Paulo André Rodrigues de Oliveira (ur. 8 stycznia 1992 w Famalicão) – portugalski piłkarz grający na pozycji środkowego obrońcy.

## Kariera klubowa
Swoją karierę piłkarską Oliveira rozpoczął w klubie FC Famalicão. W latach 2000–2005 trenował w juniorach tego klubu. Następnie w latach 2005–2011 grał w juniorach Vitórii SC. W 2010 roku awansował do pierwszego zespołu Vitórii. W 2011 roku został wypożyczony do drugoligowego FC Penafiel, w którym zadebiutował 20 sierpnia 2011 w zremisowanym 2:2 wyjazdowym meczu z CD Trofense. W Penafiel grał przez rok.
W 2012 roku Oliveira wrócił do Vitórii. Zadebiutował w niej 5 stycznia 2013 w zremisowanym 0:0 wyjazdowym meczu z Gil Vicente FC. W maju 2013 wystąpił w wygranym 2:1 finale Pucharu Portugalii z Benfiką. W Vitórii grał do końca sezonu 2013/2014
Latem 2014 Oliveira przeszedł do Sportingu CP. Swój ligowy debiut w nim zanotował 16 sierpnia 2014 w zremisowanym 1:1 wyjazdowym spotkaniu z Académiką Coimbra, gdy w 74. minucie zmienił André Martinsa. W sezonie 2014/2015 zdobył Puchar Portugalii (zagrał w wygranym po serii rzutów karnych finale z SC Braga).
| Sezon   | Klub         | Kraj       | Rozgrywki        | Mecze | Bramki |
| ------- | ------------ | ---------- | ---------------- | ----- | ------ |
| 2010/11 | Vitória SC   | Portugalia | Primeira Liga    | 0     | 0      |
| 2011/12 | FC Penafiel  | Portugalia | Segunda Liga     | 29    | 0      |
| 2012/13 | Vitória SC   | Portugalia | Primeira Liga    | 18    | 1      |
| 2012/13 | Vitória SC B | Portugalia | Segunda Liga     | 20    | 1      |
| 2013/14 | Vitória SC   | Portugalia | Primeira Liga    | 28    | 0      |
| 2014/15 | Sporting CP  | Portugalia | Primeira Liga    | 27    | 1      |
| 2015/16 | Sporting CP  | Portugalia | Primeira Liga    | 19    | 0      |
| 2016/17 | Sporting CP  | Portugalia | Primeira Liga    | 13    | 0      |
| 2017/18 | SD Eibar     | Hiszpania  | Primera División | 26    | 0      |
| 2018/19 | SD Eibar     | Hiszpania  | Primera División | 28    | 0      |

## Kariera reprezentacyjna
Oliveira grał w młodzieżowych reprezentacjach Portugalii. W dorosłej reprezentacji Portugalii zadebiutował 31 marca 2015 w przegranym 0:2 towarzyskim meczu z Republiką Zielonego Przylądka, rozegranym w Estoril.